# لين قود
لين قود (بالإنجليزية: Lynn Good)‏ هي رائدة أعمال وسيدة أعمال وتاجرة أمريكية، ولدت في القرن العشرين في أوهايو في الولايات المتحدة.